# 1160 Illyria
Illyria (asteróide 1160) é um asteróide da cintura principal, a 2,2599263 UA. Possui uma excentricidade de 0,1174122 e um período orbital de 1 496,58 dias (4,1 anos).
Illyria tem uma velocidade orbital média de 18,61335093 km/s e uma inclinação de 14,9731º.
Esse asteróide foi descoberto em 9 de Setembro de 1929 por Karl Reinmuth.